# Mister Brasil 2012
Mister Brasil 2012 não foi um concurso de beleza e sim uma cerimônia de titulação fechada ocorrida no dia 17 de Junho de 2012 na Sociedade Ginástica de Novo Hamburgo, na cidade homônima, no Estado do Rio Grande do Sul. O empossado na ocasião foi o gaúcho e nascido na cidade de Novo Hamburgo, William Rëch, que disputou o certame nacional no ano anterior, ficando em 16º. Lugar. William disputou o título de Mister Mundo 2012, ocorrido em Kent, na Inglaterra no mês de novembro e não se classificou, quebrando um jejum de classificações do Brasil na disputa desde 2000.  

## Indicações

### Mister Brasil
O representante disputou o Mister Mundo 2012.
| Posição  | Candidato                        |
| -------- | -------------------------------- |
| Indicado | Rio Grande do Sul - Willian Rëch |

### Manhunt Brasil
O representante disputou o Manhunt Internacional 2012.
| Posição  | Candidato                          |
| -------- | ---------------------------------- |
| Indicado | Rio Grande do Sul - Márcio Lusardo |

### Mister Brasil Internacional
O representante disputou o Mister Internacional 2012. 
| Posição  | Candidato                   |
| -------- | --------------------------- |
| Indicado | São Paulo - Ricardo Magryno |

## Ligações Externas
- Site Oficial do Mister Mundo (em inglês)
- Site Oficial do Concurso Nacional de Beleza